# Le Vauclin
Le Vauclin là một xã thuộc tỉnh hải ngoại Martinique nước Pháp.